# Franz Šedivý (tegner)
 For alternative betydninger, se Franz Šedivý. (Se også artikler, som begynder med Franz Šedivý)
Franz Maria Šedivý (2. december 1864 i Prag – 20. april 1945 på Frederiksberg) var en tjekkiskfødt dansk tegner og litograf, kendt for sine imponerende panoramaer fra det voksende København. Han var broder til Karel Šedivý. Hans søn af samme navn blev heraldiker.
Franz Šedivý var født i Prag som søn af xylograf Franz Joseph Xaver Šedivý og Therese Josephine Sadlo og kom til Danmark, hvor han i København blev udlært som professionel litograf hos firmaet Hoffenberg & Trap 1883. Han gik samtidig på Det tekniske Selskabs Skole og på Kunstakademiet i 1882.
Hans talenter blev hurtigt efterspurgt, og han var tegner ved Illustreret Tidende fra 1884, ved Illustreret Familie Journal 1895-1911 samt tegner ved bladene Nutiden, Nordstjernen og Hjemmet. Senere fik han jævnligt opgaver for dagbladene Politiken og Berlingske Tidende.
I hans panoramiske tegninger af Den Nordiske Industri-, Landbrugs- og Kunstudstilling i Kjøbenhavn 1888 (1888) og Københavns Frihavn (1895) kombineres en detaljerigdom, der gør bylandskabet genkendeligt, med et vidtstrakt udsyn. Dette fænomen ses også i Šedivýs Tivoliplakater, især den særprægede med nattehimlen og fyrværkeriet fra 1905, ligesom hans Zoo-plakater og andre rummer samme ambition.
Derudover erindres Šedivý for de dekorationer til kulisser, som han igennem en årrække udførte til Alfred Jacobsens dukketeater m.v. Her var det især landskabs- og bygningsmotiver, der dominerede, og motivets genkendelighed spillede også en vigtig rolle i denne del af hans produktion. Dette gjaldt endvidere hans illustrationer til serien Danske Billeder.
Han blev gift 1. gang 3. maj 1889 på Frederiksberg med Anna Amalie Caroline Marie Magdalene Kæmmer, (27. december 1869 i Utterslev Sogn ved Nakskov – 7. juni 1939 i København), datter af tømrer Hans Carl Balduin Kæmmer og Bertha Nielsen. Ægteskabet blev opløst og han giftede sig 2. gang 2. august 1919 på Frederiksberg med Doris Anna Poulsen (født 2. marts 1876 i København), datter af cigarsorterer Harald Poulsen og Nielsine Antoinette Wadum. Han er begravet på Søndermark Kirkegård.

## Udvalgte værker
Akvareller:
- Kigkurren med Rysensteens Badeanstalt, København (1886, Frederiksborgmuseet)
- Gammelt teglværk ved Flaskekroen, København (1888, Københavns Museum)
- Raadvad Klædefabrik (1886)
- Fileværket (Søllerød Museum)
- Arbejderboligerne ved Raadvad (1887, Søllerød Museum)

Tegninger:
- Peblingebroen og Nørresøgade (1883, Københavns Museum)
- Fugleperspektiv af København omkring 1884, fra Vesterbro ind mod indre by og Øresund (ca. 1884)
- Den Nordiske Industri-, Landbrugs- og Kunstudstilling i Kjøbenhavn 1888 (Københavns Museum)
- Det befæstede Kjøbenhavn, under et tænkt Angreb (1889)
- Kjøbenhavn som Frihavn. Tegnet til Nutiden efter den præmierede Plan "269" og under Præmietagerens Tilsyn (1889)
- Tivoli (1889)
- Det nye Kjøbenhavn. I: Vester-Kvarteret (1889, tegnet til Nutiden)
- Det nye Kjøbenhavn. II: Villa-Kvarteret (1889, tegnet til Nutiden)
- Chr. Jeppesens Guldlistefabrik (1889?)
- Fra Sølvbryllupsfesten for Kronprins Frederik og Kronprinsesse Louise. Parti af Østergade. Parti af Kjøbenhavns Inderrhed. Parti af Peblingesøen ved Dronning Louises Bro. Den nye Pavillon ved Peblingesøen. Parti af Store Strandstræde. Fyrværkeri. Folkeliv (1894, tegnet til Illustreret Familie-Journal)
- Parti ved Aggersborg Sø i Classens Have, København (1895, Københavns Museum)
- Københavns Frihavn (1895)
- København set fra Vesterbro (1897, tegnet til Illustreret Familie-Journal)
- F.L. Smidth & Co. A/S, Ingeniører og Maskinfabrikanter (1908)
- Monumental Plan over København (1909)
- Plan over "Strandby" paa Amagerflakket (1912)
- Andelsselskabet Frederiksholm Haveby (ca. 1916)
- Nielsen & Winther A/S, Øresundsvej, Sundby (ca. 1920)
- København i fugleperspektiv, set fra Jarmers Plads mod Langebro, Kalvebod Strand, Valby og Frederiksberg (1923)
- Ford Motor Company A/S, Sydhavnen (1924)
- Det gamle Halmtorv og Tivoli c. 1873 (1930'erne)
- København i fugleperspektiv, set fra Amager ved Langebro mod vest, nord og syd (1930)
- Fugleperspektiv over Søerne i København, set fra Sankt Jørgens Sø mod Østerbro, udkast fra 1940 over, hvordan der vil se ud i 1955 (1940)
- Undergrundsbanen (ca. 1941)

Litograferede plakater:
- Tivoli (1891, Kunstindustrimuseet)
- Tivoli (1905)
- Zoologisk Have (1905, Zoo København)
- Zoologisk Have (1911, Zoo København)

Andre litografier (udført alene eller sammen med andre kunstnere, omkring 120 illustrationer til):
- Danske Teaterdekorationer, for Alfred Jacobsens litografiske Etablissement, København (1884-1919)
- til: Danske Billeder, for samme (1884-1919)
- bilag til Johan Krohn: Børnenes Juleroser, 1892.

Bogillustrationer:
- Tegninger til William Haste: Strandvejen, dens Huse og Mennesker, 1930.

Træsnit: Talrige tegninger omsat til træsnit af aktuelle begivenheder, panoramaer i fugleperspektiv af samtidens bygninger og udstillinger. Han er repræsenteret på Det Kongelige Biblioteks billedsamling, Handels- og Søfartsmuseet og Øregaard Museum.